# دان جانسن
دان جانسن (انگلیسی: Dan Jansen؛ زادهٔ ۱۷ ژوئن ۱۹۶۵) اسکیت‌باز سرعت اهل ایالات متحده آمریکا بود.
از افتخارات وی می‌توان به کسب مدال طلا در بازی‌های المپیک زمستانی ۱۹۹۴ اشاره کرد.